# Liste der Baudenkmäler in Aschau im Chiemgau

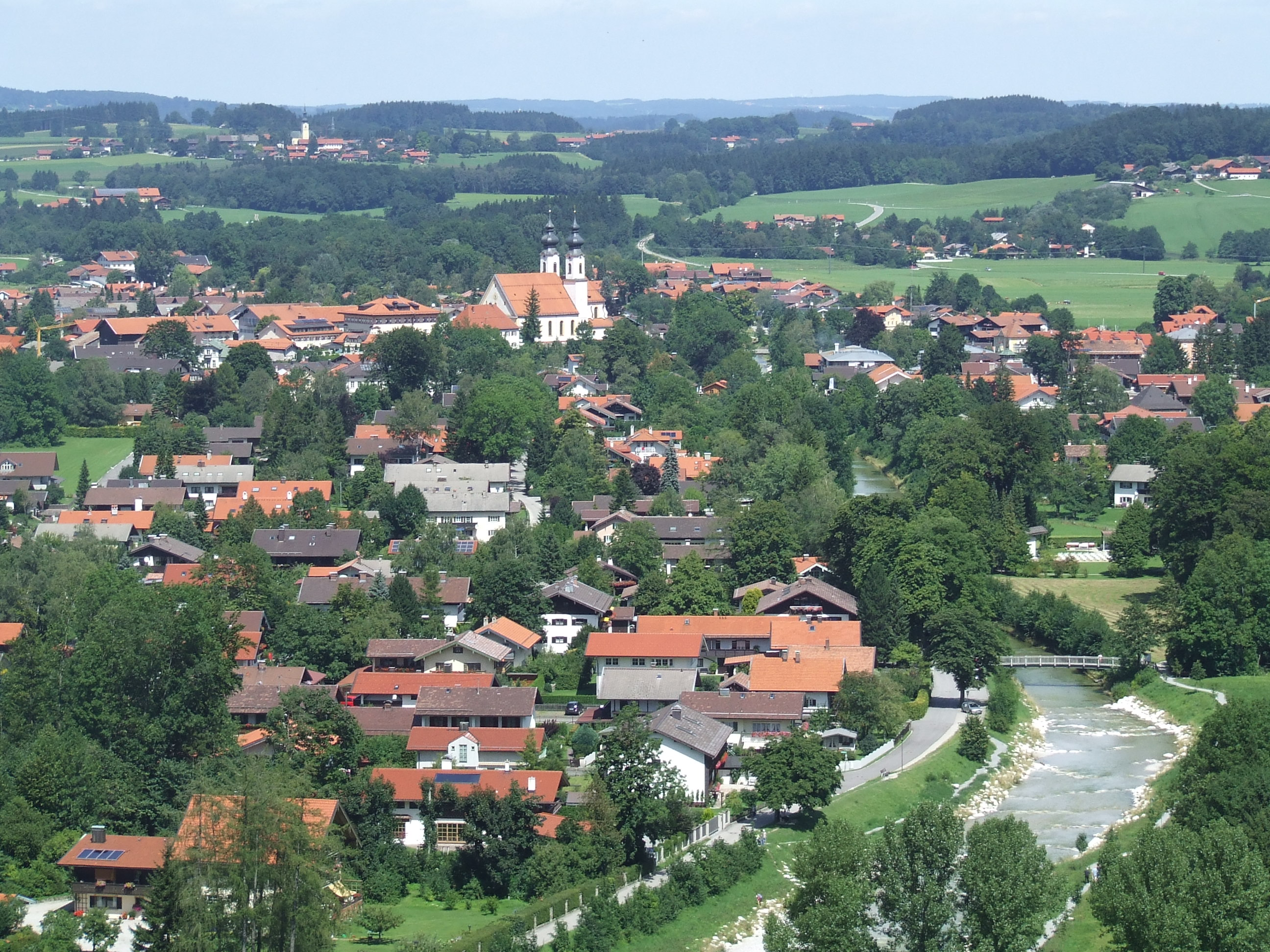
Blick auf Aschau im Chiemgau

Auf dieser Seite sind die Baudenkmäler in der oberbayerischen Gemeinde Aschau im Chiemgau zusammengestellt. Diese Tabelle ist eine Teilliste der Liste der Baudenkmäler in Bayern. Grundlage ist die Bayerische Denkmalliste, die auf Basis des Bayerischen Denkmalschutzgesetzes vom 1. Oktober 1973 erstmals erstellt wurde und seither durch das Bayerische Landesamt für Denkmalpflege geführt wird. Die folgenden Angaben ersetzen nicht die rechtsverbindliche Auskunft der Denkmalschutzbehörde.

## Ensembles

### Burgberg Hohenaschau
Aktennummer: E-1-87-114-3

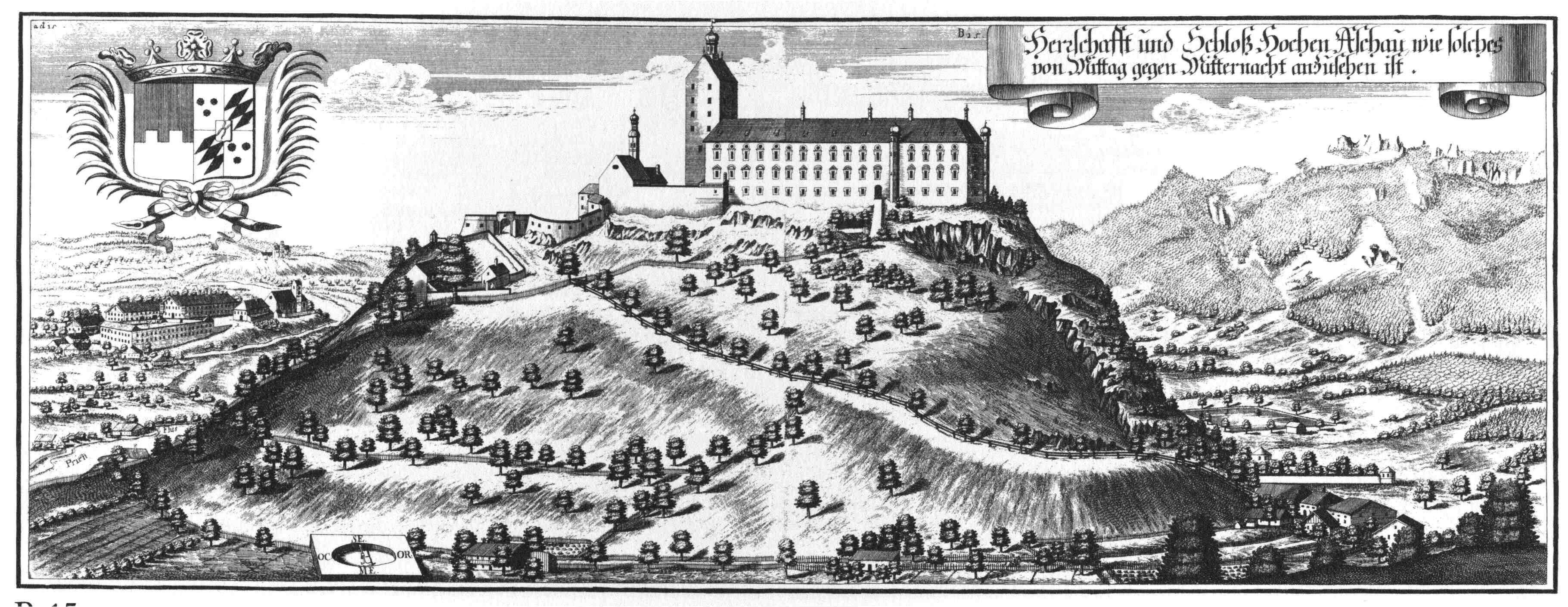
Hohenaschau, Burg von Süden

Die Burg Hohenaschau, auf einem quer das Priental sperrenden Felskegel gelegen, bildet mit den herrschaftlichen Wirtschafts- und Verwaltungsbauten, die sich längs der Straße am Fuß des Burgberges reihen, ein einzigartiges Ensemble.
Die Burg, ein mächtiger Bau, der sich von den Chiemgauer Bergen abhebt und von großer malerischer Wirkung ist, wurde im 11. Jahrhundert vom Geschlecht der Hirnsberger begründet. Ringmauer und Bergfried der Hauptburg reichen in das 12. Jahrhundert zurück, die Vorburg ist wohl im 13. Jahrhundert entstanden, die bastionäre Befestigung 1561. Die mittelalterlichen Bauten erfuhren besonders unter den Grafen Preysing (1608–1853) Ausbauten; die Familie v. Cramer-Klett, die das Schloss von 1875 bis 1942 besaß, ließ weitere Umgestaltungen in historisierenden Formen, u. a. durch Max Ostenrieder, vornehmen. Derselbe Vorgang kann auch bei den zugehörigen Gebäuden zu Füßen der Burg beobachtet werden. Dort sind neben den barocken, für eine kleine Herrschaft wie Hohenaschau charakteristischen Bauten, wie dem langen Trakt der Rentei und dem ehemaligen Waisenhaus, um die Jahrhundertwende Anlagen im Stil des Historismus (Brauerei) oder eines barockisierden Heimatstils (Burghotel) entstanden.

### Weiler Haindorf
Aktennummer: E-1-87-114-2
Das Ensemble besteht aus neun stattlichen, giebelständigen Bauernhöfen entlang der Straßen Bernau-Aschau und der Straßengabelung nach Höhenberg. Die überwiegend aus der zweiten Hälfte des 19. Jahrhunderts stammenden Einfirsthöfe, teils mit älterem Kern, besitzen Putzgliederungen, Balkone und vorstehende Flachsatteldächer. Bei Nr. 22 ist noch das Zuhaus des 18. Jahrhunderts erhalten. Die Höfe sind locker aufgereiht und von Wiesenböden umgeben. In ost-westlicher Richtung ergibt sich durch die den Straßenzug abschließenden Höfe Nr. 22 und 23 ein besonders eindrucksvolles bäuerliches Straßenbild.

### Ortskern Sachrang
Aktennummer: E-1-87-114-5

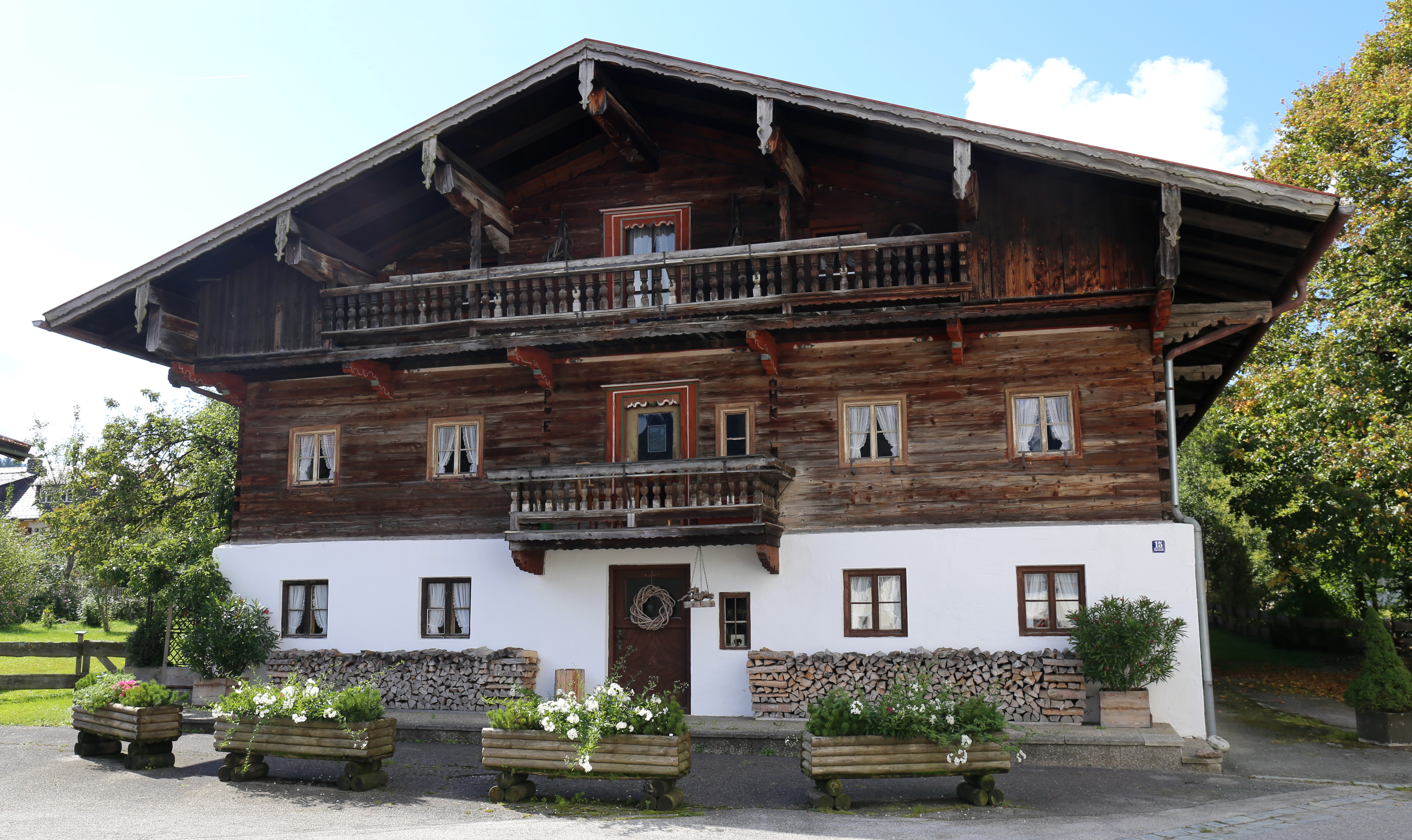
Kirchstraße 15 in Sachrang

Das Ensemble umfasst den historischen Ortskern des Gebirgs- und Grenzdorfes Sachrang. Der Ort liegt am oberen Priental, eingefasst vom Spitzstein und vom Geigelstein, in 738 m Höhe. Die wenigen alten Anwesen und die Pfarrkirche gruppieren sich locker zu beiden Seiten der Prien, die in ihrem östlichen Abschnitt vom Dorfanger begleitet wird. Es handelt sich um Einfirsthöfe des 18. und der ersten Hälfte des 19. Jahrhunderts, die älteren breit gelagert mit Blockwandobergeschossen und reich gestalteten Lauben und Giebellauben, die jüngeren meist mit guten Putzgliederungen. Die Höfe westlich des Flusses werden von der barocken, vom Friedhof und von Kapellen umgebenen Pfarrkirche überragt; am östlichen Ufer, wo sich auch der Pfarrhof und das Krameranwesen befinden, ist der Postgasthof, eine Einfirstanlage des mittleren 19. Jahrhunderts, der beherrschende Bau.
Das Dorfbild gehört zu den am besten erhaltenen im bayerischen Teil der Alpen, es hat alpenländisch-spätbarocken Charakter.

### Kirchplatz Niederaschau
Aktennummer: E-1-87-114-1

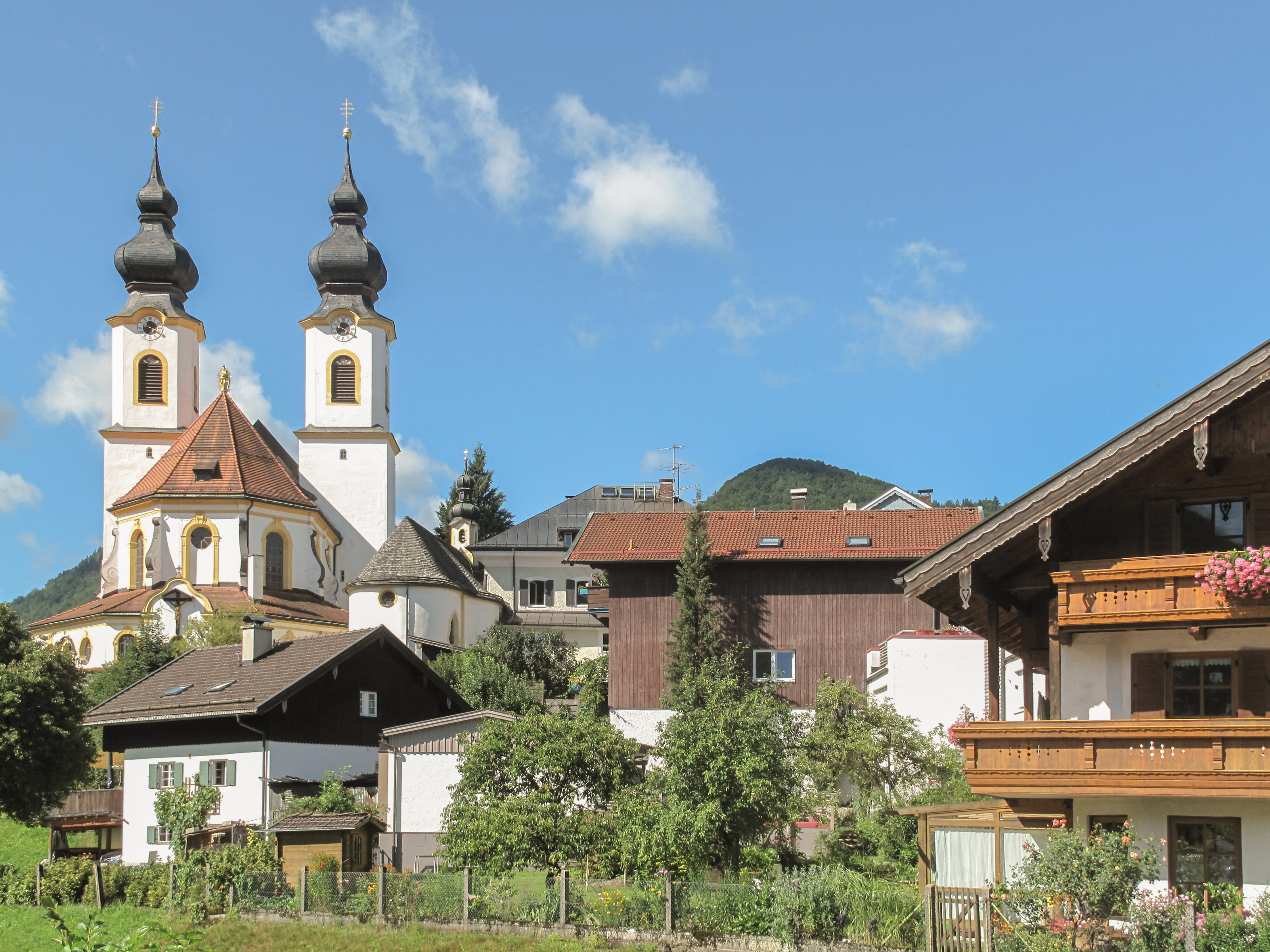
Aschau im Chiemgau, die Kirche Maria Lichtmess

Das Ensemble umfasst den Aschauer Kirchplatz mit seiner historischen Bebauung; er dehnt sich auf dem Scheitel des Kirchberges aus, der sich aus dem Talgrund des Prientals deutlich heraushebt. Die große Fernwirkung wird unterstützt durch die doppeltürmige Pfarrkirche sowie die sehr stattlichen Bauten der alten Hoftaverne und des Pfarrhofs. Die im Kern spätgotische Kirche ist über ihren Rang als Pfarrkirche hinaus auch Herrschaftskirche und ehemalige Grablege der Hohenaschauer
Schlossherren. Der Pfarrhof und die ehemalige Hoftaverne, beide barocke Bauten, kennzeichnen den Platz gleichfalls als einen Mittelpunkt der ehemaligen Herrschaft.
Zum Ensemble gehören außerdem die Fläche des bis 1889 die Kirche umgebenden Friedhofs mit der barocken Seelenkapelle, im Nordwesten der langgezogene ehemalige Ökonomiebau der Hoftaverne sowie eine Gruppe von Wohn- und Geschäftshäusern mit Flachsattel- und Walmdächern, die den nordöstlichen Aufgang zum Kirchberg einfassen und überwiegend nach einem Ortsbrand von 1882 errichtet wurden.

### Weiler Mitterleiten
Aktenzeichen: E-1-87-114-4

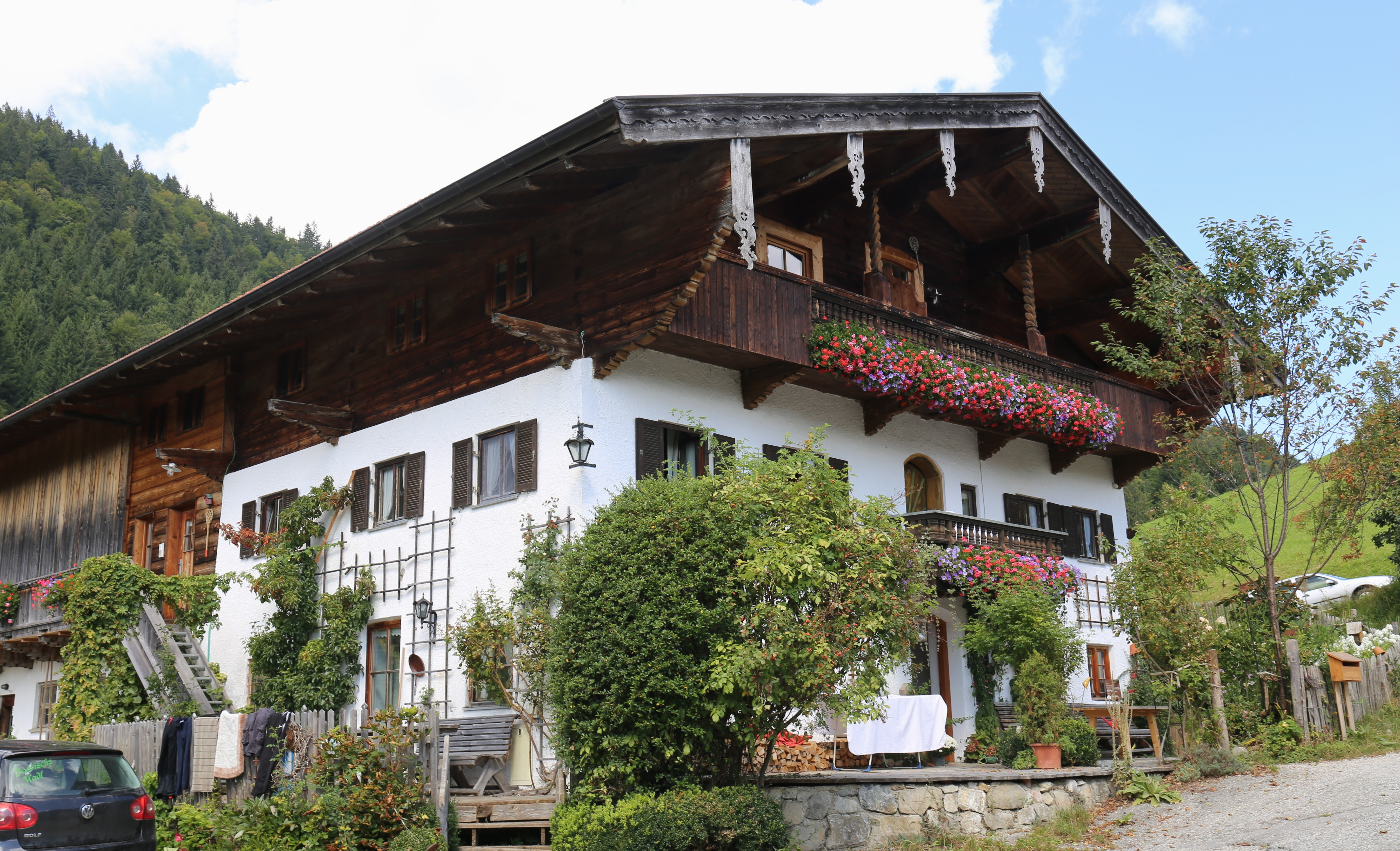
Mitterleiten 3

Das Ensemble umfasst die drei Höfe und ein Zuhaus des hoch über dem Sachranger Tal auf einer Wiesenkanzel an der Tiroler Grenze gelegenen Bergbauernweilers Mitterleiten. Es handelt sich um einheitlich nach Osten gerichtete Einfirstanlagen, umgeben von Hausgärten und kleinen Nebengebäuden. Nr. 2 und 4 haben
Obergeschosse in Blockbauweise und stammen von 1663 bzw. aus dem 18. Jahrhundert, Nr. 3 ist ein stattlicher Massivbau von 1822.

## Baudenkmäler nach Ortsteilen

### Aschau im Chiemgau
| Lage                                                            | Objekt                                 | Beschreibung | Akten-Nr.               | Bild                             |
| --------------------------------------------------------------- | -------------------------------------- | --- | ----------------------- | -------------------------------- |
| Hans-Clarin-Platz 1 (Standort)                                  | Bahnhof Aschau                         | Empfangsgebäude, zweieinhalbgeschossiger Neurenaissance-Putzbau mit aufgeputztem Rustikaerdgeschoss, Eckquaderung und Gesims, Flachwalmdach, erbaut 1884 | D-1-87-114-1 Wikidata   | Bahnhof Aschau                   |
| Kirchplatz (Standort)                                           | Kriegerdenkmal                         | Gusseisen auf Betonsockel, Kruzifix in neugotischen Formen, um 1875 | D-1-87-114-140 Wikidata | weitere Bilder                   |
| Kirchplatz 1 (Standort)                                         | Hotel Post, ehemalige Hoftaverne       | Dreigeschossiger Putzbau mit vorkragendem Walmdach über Hohlkehle, mit Eckerkern, wohl von Maurermeister Wolfgang Steindlmüller nach 1676, aufgestockt 1856, Inneres weitgehend erneuert | D-1-87-114-5 Wikidata   | weitere Bilder                   |
| Kirchplatz 2 (Standort)                                         | Pfarrhof                               | Zweigeschossiger Walmdachbau, 1675; mit historischer Ausstattung; angeschlossene Ölbergkapelle, 18. Jh.; mit Ausstattung. | D-1-87-114-7 Wikidata   | weitere Bilder                   |
| Kirchplatz 3 (Standort)                                         | Katholische Pfarrkirche Mariä Lichtmeß | Im Kern spätgotische Anlage mit romanischen Resten im Südturm, barocker Ausbau 1627, und 1671/75, 1752/53 zu einem Hallenbau durch Johann Baptist Gunetzrhainer umgebaut, Turmobergeschoss 1767–69 nach Plänen von Franz Zaiser, neues Presbyterium und Nordturm 1904 von Max Ostenrieder; mit Ausstattung | D-1-87-114-8 Wikidata   | weitere Bilder                   |
| Kirchplatz 4 (Standort)                                         | Kreuzkapelle                           | Rokoko-Zentralbau, 1752/53; mit Ausstattung | D-1-87-114-118 Wikidata | weitere Bilder                   |
| Nähe Kampenwandstraße, an der Abzweigung Schulstraße (Standort) | Kriegerdenkmal                         | Sandsteinsäule auf Sockel mit Deckplatte und Giebelchen, vier eingesetzte Granitblöcke mit Soldatenköpfen, Inschriften, um 1925 | D-1-87-114-4 Wikidata   | Kriegerdenkmal                   |
| Schulstraße 13 (Standort)                                       | Wohnhaus                               | Langgestreckter, zweigeschossiger Massivbau mit Walmdach, um Mitte 19. Jahrhundert | D-1-87-114-10 Wikidata  | weitere Bilder                   |
| Zellerhornstraße 3 (Standort)                                   | Villa                                  | Zweigeschossig, mit Giebelrisalit und Flachwalmdach und gusseisernen Balkonen, im Heimatstil, 1878 | D-1-87-114-11 Wikidata  | weitere Bilder                   |
| Zellerhornstraße 28 (Standort)                                  | Kapelle zu den Sieben Zufluchten       | Eingeschossiger, verputzter Massivbau mit Satteldach und Korbbogenöffnungen, Traufgesims, bezeichnet mit „1687“; mit Ausstattung | D-1-87-114-12 Wikidata  | Kapelle zu den Sieben Zufluchten |

### Aschach
| Lage                 | Objekt     | Beschreibung | Akten-Nr.              | Bild           |
| -------------------- | ---------- | --- | ---------------------- | -------------- |
| Aschach 1 (Standort) | Bauernhaus | ehem. Hof des sog. Müllner Peter, zweigeschossiger Flachsatteldachbau mit Laube, Hochlaube und Putzgliederungen, bez. 1844, im Kern wohl 18. Jh. | D-1-87-114-19 Wikidata | weitere Bilder |

### Bach
| Lage                | Objekt                                                 | Beschreibung | Akten-Nr.              | Bild           |
| ------------------- | ------------------------------------------------------ | --- | ---------------------- | -------------- |
| Bach 2 (Standort)   | Landhaus                                               | zweigeschossiger Satteldachbau mit Zwerchhaus und Kniestock, Hochlaube; Waschhaus, eingeschossiger Satteldachbau, 2. Hälfte 19. Jh.  | D-1-87-114-168         | weitere Bilder |
| Bach 7 a (Standort) | Gasthaus                                               | Zweigeschossig, mit vorkragendem Flachsatteldach, Laube und Hochlaube, 1832                                                          | D-1-87-114-21 Wikidata | weitere Bilder |
| Bach 9a (Standort)  | Wohnteil des ehemaligen Bauernhauses                   | zweigeschossiger Flachsatteldachbau mit Laube und Hochlaube, 1809                                                                    | D-1-87-114-22 Wikidata | weitere Bilder |
| Bach 10 (Standort)  | Bauernhaus                                             | Zweigeschossig mit Blockbau-Kniestock, Flachsatteldach und Giebellauben, verbretterter Wirtschaftsteil, erste Hälfte 19. Jahrhundert | D-1-87-114-23 Wikidata | weitere Bilder |
| Bach 19 (Standort)  | Wohnteil eines Bauernhauses, sogenannt Wiesler zu Bach | Zweigeschossiger Flachsatteldachbau mit Giebellaube und Bemalungen, 1824                                                             | D-1-87-114-24 Wikidata | weitere Bilder |

### Berg
| Lage               | Objekt     | Beschreibung | Akten-Nr.              | Bild           |
| ------------------ | ---------- | --- | ---------------------- | -------------- |
| Berg 2 (Standort)  | Bauernhaus | Zweigeschossiger Flachsatteldachbau, Wohnteil mit Laube und Hochlaube, 1776                                                                                               | D-1-87-114-25 Wikidata | weitere Bilder |
| Berg 4 (Standort)  | Bauernhaus | Zweigeschossiger Flachsatteldachbau, Wohnteil mit Laube und Hochlaube, Tennenauffahrt, zweite Hälfte 18. Jahrhundert                                                      | D-1-87-114-26 Wikidata | weitere Bilder |
| Berg 50 (Standort) | Bauernhaus | Einfirsthof, zweigeschossiger Flachsatteldachbau, Wohnteil mit Putzgliederung, Lünetten-Kniestock und Hochlaube, Mitte 19. Jahrhundert, Wirtschaftsteil um 1900 verändert | D-1-87-114-27 Wikidata | weitere Bilder |

### Brückl
| Lage                | Objekt                    | Beschreibung                                                                         | Akten-Nr.              | Bild           |
| ------------------- | ------------------------- | ------------------------------------------------------------------------------------ | ---------------------- | -------------- |
| Brückl 9 (Standort) | Ehemaliges Handwerkerhaus | Zweigeschossiger Flachsatteldachbau mit Laube und Giebellaube, bezeichnet mit „1792“ | D-1-87-114-28 Wikidata | weitere Bilder |

### Bucha
| Lage                       | Objekt                                               | Beschreibung | Akten-Nr.              | Bild |
| -------------------------- | ---------------------------------------------------- | --- | ---------------------- | ---- |
| Bergseite Ost 2 (Standort) | Katholische Wallfahrtskapelle zum Heiligen Abendmahl | Massivbau über T-förmigem Grundriss mit zu den Seiten abgewalmtem Dach, westlicher Teil 1822, Vorhalle und Dachreiter mit Zwiebelhaube 1877; mit Ausstattung Quelleinfassung mit Lavabo aus Rotmarmor, 1624 | D-1-87-114-51 Wikidata | BW   |

### Einfang
| Lage                  | Objekt                | Beschreibung                                                                                          | Akten-Nr.              | Bild           |
| --------------------- | --------------------- | --- | ---------------------- | -------------- |
| Einfang 7 (Standort)  | Ehemaliges Bauernhaus | Zweigeschossiger Putzbau mit Hochlaube, im Kern 17./18. Jahrhundert                                   | D-1-87-114-29 Wikidata | weitere Bilder |
| Einfang 8 (Standort)  | Bauernhaus            | Zweigeschossige Einfirstanlage mit Hochlaube, am First bezeichnet mit „1850“, Baukern älter           | D-1-87-114-30 Wikidata | weitere Bilder |
| Einfang 9 (Standort)  | Wohnhaus              | Obergeschoss-Blockbau, 17./18. Jahrhundert, aus Grassau 1982 transferiert (ehemaliges Hafnaglanwesen) | D-1-87-114-31 Wikidata | weitere Bilder |
| Einfang 10 (Standort) | Bauernhaus            | Biedermeierlich gegliederter Putzbau mit Hochlaube, erste Hälfte 19. Jahrhundert, im Kern älter       | D-1-87-114-32 Wikidata | weitere Bilder |

### Engerndorf
| Lage                      | Objekt            | Beschreibung | Akten-Nr.              | Bild |
| ------------------------- | ----------------- | --- | ---------------------- | ---- |
| Engerndorf 1 a (Standort) | Zuhaus und Remise | Zweigeschossiger Flachsatteldachbau mit Hochlaube, Bruchsteinmauerwerk, bezeichnet an einem Wandgemälde mit „1838“ | D-1-87-114-33 Wikidata | BW   |

### Fellerer
| Lage                   | Objekt                               | Beschreibung | Akten-Nr.              | Bild |
| ---------------------- | ------------------------------------ | --- | ---------------------- | ---- |
| Fellerer 20 (Standort) | Wohnteil des ehemaligen Bauernhauses | Zweigeschossiger Flachsatteldachbau mit Blockbau-Obergeschoss, Laube und Hochlaube, am First bezeichnet mit „1749“ | D-1-87-114-34 Wikidata | BW   |
| Fellerer 23 (Standort) | Bauernhaus                           | Wohnteil mit Blockbau-Kniestock und Hochlaube, First bezeichnet mit „1861“                                         | D-1-87-114-35 Wikidata | BW   |

### Göttersberg
| Lage                                        | Objekt            | Beschreibung                                              | Akten-Nr.              | Bild |
| ------------------------------------------- | ----------------- | --------------------------------------------------------- | ---------------------- | ---- |
| In Göttersberg, in der Ortsmitte (Standort) | Großer Kruzifixus | Mit Überdachung und gemalter Marienfigur, 19. Jahrhundert | D-1-87-114-37 Wikidata | BW   |

### Grattenbach
| Lage                      | Objekt                               | Beschreibung | Akten-Nr.              | Bild           |
| ------------------------- | ------------------------------------ | --- | ---------------------- | -------------- |
| Grattenbach 4 (Standort)  | Kleinstbauernhaus                    | Zweigeschossiger Flachsatteldachbau mit Blockbau-Obergeschoss, Laube, Giebellaube, am Oberstock gemalte Heiligenbilder, bezeichnet mit „1809“                          | D-1-87-114-38 Wikidata | weitere Bilder |
| Grattenbach 7 (Standort)  | Kleinstbauernhaus                    | Zweigeschossiger Flachsatteldachbau mit Blockbauobergeschoss, Laube und Hochlaube, bezeichnet mit „1766“                                                               | D-1-87-114-39 Wikidata | BW             |
| Grattenbach 9 (Standort)  | Ehemaliges Forsthaus, heute Wohnhaus | Zweigeschossiger giebelständiger Satteldachbau mit zwei Eckerkern, Hochlaube und Bemalung, erbaut 1903, 1912 von Franz Zell im barockisierenden Heimatstil umgestaltet | D-1-87-114-40 Wikidata | weitere Bilder |
| Grattenbach 16 (Standort) | Ehemalige Mühle                      | Flachsatteldachbau mit Blockbau-Obergeschoss und teilverschalter Giebellaube, 1717, umlaufende Laube erneuert                                                          | D-1-87-114-41 Wikidata | weitere Bilder |

### Grenzhub
| Lage                                        | Objekt                                | Beschreibung | Akten-Nr.              | Bild           |
| ------------------------------------------- | ------------------------------------- | --- | ---------------------- | -------------- |
| Grenzhub 5 (Standort)                       | Wohnteil des ehemaligen Bauernhauses  | Zweigeschossig mit Blockbau-Obergeschoss, Laube und Hochlaube, gemalte Fensterverzierung am gemauerten Erdgeschoss, bezeichnet mit 1707                                                                                       | D-1-87-114-43 Wikidata | BW             |
| Grenzhub 20 (Standort)                      | Ölbergkapelle                         | Doppelgeschossige barocke Wallfahrtskapelle mit tonnengewölbter Hauptkapelle, Grabkapelle und Oberkapelle, von 1674, Turm mit Zwiebelhaube von Wolfgang Steindlmüller 1714, erweitert 1732 von Hans Eberwein; mit Ausstattung | D-1-87-114-42 Wikidata | weitere Bilder |
| Karspitzweg 24; Karspitzweg 33 c (Standort) | Grenzstein an der Grenze Bayern-Tirol | (Nr. 81), bezeichnet mit „1697“ | D-1-87-114-167         | weitere Bilder |

### Hainbach
| Lage                                | Objekt                | Beschreibung | Akten-Nr.              | Bild           |
| ----------------------------------- | --------------------- | --- | ---------------------- | -------------- |
| Hainbach 11 (Standort)              | Bauernhaus            | Zweigeschossiger Flachsatteldachbau mit Laube und Hochlaube, reich gestaltete Haustür, Mitte 19. Jahrhundert                                                     | D-1-87-114-44 Wikidata | weitere Bilder |
| Hainbach 36 (Standort)              | Ehemaliges Bauernhaus | Zweigeschossiger Flachsatteldachbau, ehemaliger Wohnteil mit Hochlaube, mit Putzgliederung und Medaillon mit Christusbild an der Giebelfassade, Firstkreuz, 1845 | D-1-87-114-45 Wikidata | weitere Bilder |
| Hainbach 51 (Standort)              | Ehemaliges Bauernhaus | Zweigeschossiger Flachsatteldachbau, Wohnteil mit klassizistischem Putzdekor und Hochlaube, 1837                                                                 | D-1-87-114-46 Wikidata | weitere Bilder |
| Hainbach 60; Hainbach 58 (Standort) | Bauernhaus            | Zweigeschossiger Flachsatteldachbau, Wohnteil mit Hochlaube, 1800 Hofkapelle, 19. Jahrhundert                                                                    | D-1-87-114-47 Wikidata | weitere Bilder |

### Haindorf
| Lage                                                | Objekt                | Beschreibung | Akten-Nr.              | Bild                  |
| --------------------------------------------------- | --------------------- | --- | ---------------------- | --------------------- |
| Bernauer Straße 22; Nähe Bernauer Straße (Standort) | Ehemaliges Bauernhaus | Zweigeschossiger Flachsatteldachbau, Wohnteil mit Laube und Hochlaube, zweite Hälfte 18. Jahrhundert Zuhaus, zweite Hälfte 18. Jahrhundert | D-1-87-114-48 Wikidata | Ehemaliges Bauernhaus |

### Hammerbach
| Lage                     | Objekt                                                        | Beschreibung | Akten-Nr.              | Bild           |
| ------------------------ | ------------------------------------------------------------- | --- | ---------------------- | -------------- |
| Hammerbach 1 (Standort)  | Wohnhaus, sogenanntes Kusenhaus                               | Zweigeschossiger Bau mit Flachsatteldach, Balusterlaube und Giebellaube, 1846 | D-1-87-114-52 Wikidata | weitere Bilder |
| Hammerbach 4 (Standort)  | Ehemalige Högermühle                                          | Zweigeschossiges gemauertes Wohnhaus mit einstöckiger Stallung und Heulage, mit Balusterlauben 1849, um 1900 im Heimatstil erneuert und im Bereich der Fenster bemalt                                         | D-1-87-114-53 Wikidata | weitere Bilder |
| Hammerbach 6 (Standort)  | Ehemaliges Elektrizitätswerk                                  | Zweigeschossiger Putzbau mit Giebelgauben und Dachreiter, südwestlicher Anbau mit Zwerchhäusern, im Heimatstil, bezeichnet mit „1907“                                                                         | D-1-87-114-54 Wikidata | weitere Bilder |
| Hammerbach 10 (Standort) | Ehemals zum Hammerwerk gehöriges Arbeiterhaus, heute Wohnhaus | Zweigeschossiger Satteldachbau mit Segmentbogenfenstern, Mitte 19. Jahrhundert | D-1-87-114-55 Wikidata | weitere Bilder |
| Hammerbach 11 (Standort) | Ehemals zum Hammer gehöriges Heizerhaus, heute Wohnhaus       | Zweigeschossiger Flachsatteldachbau mit Lauben, bezeichnet mit „1769“ | D-1-87-114-56 Wikidata | weitere Bilder |
| Hammerbach 13 (Standort) | Ehemaliger Kohlenbarren des Eisenwerks, heute Wohnhaus        | Ursprünglich wohl 1766, im sogenannten Rundbogenstil 1860 umgebaut, Fassaden in den 1990er Jahren teilweise rekonstruiert, Innenausbau erneuert                                                               | D-1-87-114-57 Wikidata | weitere Bilder |
| Hammerbach 16 (Standort) | Sogenannter Drahtzug, ehemaliges Werksgebäude                 | Dreigeschossiger Satteldachbau, angeblich im 17. Jahrhundert angelegt, jetzt Ruine Ehemalige Schmiede und Wohngebäude, zweigeschossig mit Flachsatteldach und Laube, an der Firstpfette bezeichnet mit „1718“ | D-1-87-114-58 Wikidata | weitere Bilder |
| In Hammerbach (Standort) | Brücke über den Steinbach                                     | einjochige Natursteinbrücke, 17./18. Jahrhundert | D-1-87-114-170         | BW             |

### Hohenaschau im Chiemgau
| Lage                                                                                       | Objekt | Beschreibung | Akten-Nr.               | Bild                 |
| ------------------------------------------------------------------------------------------ | --- | --- | ----------------------- | -------------------- |
| An der Festhalle 2; An der Festhalle 4; An der Festhalle 6; Kampenwandstraße 78 (Standort) | Ehemalige Schlossökonomie                                                                                            | Um einen Hof geordnete Dreiflügelanlage, Mittelbau barockisierend mit Walmdach und Ziergiebel, Wandgemälde mit Darstellung des heiligen Georg, Seitentrakte mit Flachsatteldächern, Reithalle und Wohnstallhaus im alpenländischen Stil, von Max Ostenrieder, 1908 Freistehender Glockenturm in Pagodenform; mit Ummauerung | D-1-87-114-63 Wikidata  | weitere Bilder       |
| Burgweg 2 (Standort)                                                                       | Stationshaus der Standseilbahn zum Schloss Hohenaschau                                                               | Eingeschossiger Massivbau mit Krüppelwalmdach, rückwärtig halbrunder Erker, Zugang mit offenen Arkaden, in historisierenden Formen, 1905/08 Technische Anlage der Bahn, gleichzeitig | D-1-87-114-76 Wikidata  | weitere Bilder       |
| Fuchslug 1 (Standort)                                                                      | Ehemaliges Forsthaus                                                                                                 | Einfirsthof, Putzbau mit Flachsatteldach und Hochlaube, nach Plänen von Johann Baptist Gunetzrhainer, 1749/50 | D-1-87-114-62 Wikidata  | Ehemaliges Forsthaus |
| Kampenwandstraße 76 (Standort)                                                             | Rastkapelle | Frühbarocker Satteldachbau mit achteckigem Giebeldachreiter, von Wolf Scheer, 1647/48, Spitzhelm 19. Jahrhundert; mit Ausstattung | D-1-87-114-65 Wikidata  | weitere Bilder       |
| Kampenwandstraße 77 (Standort)                                                             | Ehemalige Schlossbrauerei Hohenaschau                                                                                | Viergeschossiger Massivbau auf rechteckigem Grundriss mit eingeschobenem Querbau, drei Ecktürme mit Zwiebelhaube, Portal zu ehemaligem Hof, historisierend, 1901/02; mit technischer Ausstattung Rundbau mit schindelgedecktem kegelförmigem Dach, Ende 17. Jahrhundert Einfriedungsmauer | D-1-87-114-66 Wikidata  | weitere Bilder       |
| Kampenwandstraße 78 (Standort)                                                             | Renteigebäude | Langgestreckter zweigeschossiger Massivbau mit Walmdach, Schleppgauben und Eckerker, 1669/71, an Portal der südlichen Traufseite bezeichnet mit 1549, im 19. Jahrhundert umgebaut und erweitert | D-1-87-114-67 Wikidata  | weitere Bilder       |
| Kampenwandstraße 81 (Standort)                                                             | Ehemaliger Marstall                                                                                                  | Zweigeschossiger massiver Satteldachbau mit Ochsenaugen, im Kern 1682–1685, Umbau zweite Hälfte 19. Jahrhundert | D-1-87-114-68 Wikidata  | weitere Bilder       |
| Kampenwandstraße 83 (Standort)                                                             | Ehemaliges Waisenhaus, seit 1782 Wohnhaus                                                                            | Zweigeschossiger massiver Satteldachbau, nach Plänen von Johann Baptist Gunetzrhainer, 1739/40, Wandmalerei von Sebastian Steindlmüller | D-1-87-114-69 Wikidata  | weitere Bilder       |
| Kampenwandstraße 90 (Standort)                                                             | Ehemaliges Amts- oder Burgrichterhaus, jetzt Wohn- und Geschäftshaus                                                 | Zweigeschossiger massiver Flachsatteldachbau, 1776/77 | D-1-87-114-71 Wikidata  | weitere Bilder       |
| Kampenwandstraße 94 (Standort)                                                             | Burghotel | Dreigeschossiger massiver Flachsatteldachbau mit verbrettertem Giebel, Lauben und Eckerker, im barockisierenden alpenländischen Heimatstil, von Franz Zell, 1914, im Kern 19. Jahrhundert | D-1-87-114-73 Wikidata  | weitere Bilder       |
| Schloß 1; Schloß 3; Schloß 4; Schloß 2 (Standort)                                          | Schloss Hohenaschau                                                                                                  | Umfangreiche Höhenburg aus mittelalterlicher Ringburg um einen Innenhof, begründet um 1165 durch die Brüder Konrad und Alhard von Hirnsberg, ab 1328 im Besitz der Mautner, seit 1374 der Herren von Freyberg, 1610–1853 der Grafen von Preysing und 1875 Kauf durch die Freyherrn von Cramer-Klett Hauptburg, unregelmäßige, polygonale Anlage mit dreigeschossigem Nord-, Süd- und Ostflügel mit Satteldächern, mehrfach abgewinkelt den lang gestreckten Burghof umsäumend, nach außen mit polygonalen Ecktürmen, im Westen gelegener, nahezu quadratischer Bergfried sowie Unterbau der äußeren Umfassungsmauern, 12. Jahrhundert, nördlich des Bergfrieds inneres Tor von 1543/44, im 16. Jahrhundert Umgestaltung der Anlage im Renaissancestil, 1672–86 Erneuerung des Saaltraktes im Südflügel, Aufstockung des Bergfrieds um zwei Geschosse und Satteldach mit zwiebelbekröntem Dachreiter sowie Vereinheitlichung des Außenbaus durch Enrico Zuccalli, 1875 Umgestaltung der Wohnräume, 1905–08 südliche Vorbauten am Bergfried durch Max Ostenrieder; mit Ausstattung Mehrgeschossiger und polygonaler Gästetrakt, nach Süden an die Hauptburg angeschlossen, mit Risalit sowie Eckturm mit Kegeldach und Dachreiter, bezeichnet mit „1907“ Vorburg, westlich an die Hauptburg angeschlossen, mit mittlerem Torhaus und anschließendem nördlichem Wehrgang, 16./17. Jahrhundert, der südlich des Kapellenhofs gelegene Wehrgang 1905/06 rekonstruiert, Schlosskapelle, Saalbau mit Satteldach, 1637/38 von Hans Weigl, 1676/77 Dachreiterturm mit Laterne, Vorhalle und Fassadengliederung 1905–08 durch Max Ostenrieder; mit Ausstattung Kaplanhaus, 17. Jahrhundert, zweigeschossiger Walmdachbau, westlich an die Kapelle angebaut Obere und untere Bastion, bezeichnet mit „1561“; im Süden mit Einfriedung, wohl 1905–08 | D-1-87-114-74 Wikidata  | weitere Bilder       |
| Schloßbergstraße 3 (Standort)                                                              | Ehemaliger Schlossbräukeller                                                                                         | Zweigeschossiger Trakt mit vorkragendem Flachsatteldach, im westlichen Gebäudeteil gewölbte Kelleranlage; rechtwinklig angeschlossen dreigeschossiger Bau mit gewölbter ehemaliger Faßhalle, ebenerdig in den anstehenden Hang führend Gewölbekeller und -halle 17./18. Jahrhundert, Gebäudebestand um 1900 im barockisierenden Heimatstil überformt | D-1-87-114-78 Wikidata  | weitere Bilder       |
| Schloßbergstraße 6 (Standort)                                                              | Bauernhaus, ehemaliger Einfirsthof                                                                                   | Zweigeschossiger Massivbau mit Flachsatteldach, Kniestock und Giebellaube, an First bezeichnet mit „1844“, Umbau zu Wohnhaus mit überdachter Laube und Putzgliederung wohl 1885 | D-1-87-114-79 Wikidata  | weitere Bilder       |
| Zellerhornstraße 36 (Standort)                                                             | Ehemaliges Nebengebäude des sogenannten Walpurgishofes                                                               | Zweigeschossiger Bau mit steilem, einseitig abgewalmtem Satteldach, vorkragendes, von Säulen getragenes Obergeschoss in Fachwerk, 1901, Umbau und Erweiterung zum Atelierhaus 1905/06 | D-1-87-114-119 Wikidata | weitere Bilder       |
| Zellerhornstraße 39 (Standort)                                                             | Ehemaliges Bauernhaus                                                                                                | Einfirsthof, zweigeschossiger Flachsatteldachbau mit Giebellaube, 1783/84, Ausbau 1919 | D-1-87-114-13 Wikidata  | weitere Bilder       |
| Zellerhornstraße 66 (Standort)                                                             | Ehemaliges Arbeiterwohnhaus der Cramer-Klett`schen Gutsverwaltung                                                    | Zweigeschossiger Flachsatteldachbau mit Hochlaube, im alpenländischen Heimatstil, 1918, im Kern zweite Hälfte 19. Jahrhundert | D-1-87-114-14 Wikidata  | weitere Bilder       |
| Zellerhornstraße 70 (Standort)                                                             | Ehemaliges Wohnhaus für Bedienstete des Eisenwerks und Eisenhandels Hohenaschau, später sogenanntes Fischmeisterhaus | Zweigeschossiger verputzter Massivbau, zum Teil aus Feldsteinmauerwerk, mit Flachsatteldach, bemalten Pfettenunterseiten und aufgeständertem Giebelbalkon, im Kern wohl 17. Jahrhundert, mit Ausbaudetails des 19. Jahrhunderts und der Zeit um 1920/30 | D-1-87-114-138 Wikidata | weitere Bilder       |
| Zellerhornstraße 73 (Standort)                                                             | Landhaus und ehemalige Gärtnerei                                                                                     | Zweigeschossiger Flachsatteldachbau mit verbrettertem Obergeschoss und Balusterlauben, im reichen Schweizerhausstil, Ende 19. Jahrhundert | D-1-87-114-15 Wikidata  | weitere Bilder       |
| Zellerhornstraße 74 (Standort)                                                             | Ehem. Verwalter- und Bediensteten-Wohnhaus                                                                           | urspr. Baderanwesen, zweigeschossiger Flachsatteldachbau mit Putzgliederung, profilierten Pfettenköpfen und Giebelbalkon, Grundsubstanz wohl noch 17./18. Jh., um 1880/82 unter Frhr. von Cramer-Klett in historisierenden Formen erneuert. | D-1-87-114-139          | weitere Bilder       |
| Zellerhornstraße 75 (Standort)                                                             | Ehemaliges Bauernhaus                                                                                                | Flachsatteldachbau mit Laube, am First bezeichnet mit „1768“, Ausbau als Landhaus mit reichen Balusterlauben, Ende 19. Jahrhundert Gartenpavillon aus dem Park der Villa Elisabeth heute dort aufgestellt, Ende 19. Jahrhundert | D-1-87-114-16 Wikidata  | weitere Bilder       |
| Zellerhornstraße 78; Flur Oberweidach; Zellerhornstraße 74 (Standort)                      | Villa, sogenannte Villa Elisabeth, ehemals gräfliches Forstamt                                                       | Zweigeschossiger Walmdachbau, im Kern Mitte 18. Jahrhundert, Ausbau zur Villa in historistischen Formen, mit gedeckter Vorfahrt, gusseisernem Balkon und Glockenstuhl, um 1880 Park, im Stil eines englischen Landschaftsgartens, mit mäandrierendem Bachlauf und Brücken, Davidskulptur, Baumgruppen und Wegen, nach Plänen Carl von Effners, Ende 19. Jahrhundert Drei Grabmäler der Freiherren von Würtzburg, frühes 20. Jahrhundert | D-1-87-114-17           | weitere Bilder       |
| Zellerhornstraße 87 (Standort)                                                             | Ehemaliges Bauernhaus                                                                                                | Einfirsthof, zweigeschossiger, verputzter Massivbau mit Flachsatteldach, Laube, teilwerschalter Giebellaube und geschnitztem Türstock, bezeichnet mit „1830“, Umbau zu Wohnhaus wohl zweite Hälfte 19. Jahrhundert | D-1-87-114-18 Wikidata  | weitere Bilder       |

### Höhenberg
| Lage                    | Objekt                                | Beschreibung | Akten-Nr.              | Bild           |
| ----------------------- | ------------------------------------- | --- | ---------------------- | -------------- |
| Höhenberg 9 (Standort)  | Bauernhaus                            | Verputzter Wohnteil mit Hochlaube und bemalten Pfettenköpfen, bezeichnet mit „1789“ Zuhaus und Getreidekasten, mit Steilsatteldach, bezeichnet mit „1793“ | D-1-87-114-60 Wikidata | weitere Bilder |
| Höhenberg 13 (Standort) | Katholische Filialkirche Heilig Kreuz | Saalbau mit steilem Satteldach, Ende 15. Jahrhundert, Ausbauten 1690 und 1730; mit Ausstattung                                                            | D-1-87-114-59 Wikidata | weitere Bilder |
| Kirchenfeld (Standort)  | Feldkapelle                           | Kleiner Satteldachbau, um 1700; am Weg nach Aschau | D-1-87-114-61 Wikidata | weitere Bilder |

### Hub
| Lage             | Objekt     | Beschreibung | Akten-Nr.              | Bild           |
| ---------------- | ---------- | --- | ---------------------- | -------------- |
| Hub 2 (Standort) | Bauernhaus | Wohnteil mit Putzgliederungen, Blockbaukniestock und Hochlaube, Anfang 19. Jahrhundert Ehemaliger Getreidekasten, Blockbau, Mitte 18. Jahrhundert | D-1-87-114-80 Wikidata | weitere Bilder |
| Hub 3 (Standort) | Bauernhaus | Mit Gliederungen und Hochlaube, Firstpfette bezeichnet mit „1810“                                                                                 | D-1-87-114-81 Wikidata | weitere Bilder |

### Huben
| Lage               | Objekt                | Beschreibung | Akten-Nr.              | Bild           |
| ------------------ | --------------------- | --- | ---------------------- | -------------- |
| Huben 3 (Standort) | Ehemaliges Bauernhaus | Wohnteil mit Blockbauobergeschoss, Laube und Giebellaube, 1752                                                                                       | D-1-87-114-82 Wikidata | weitere Bilder |
| Huben 5 (Standort) | Ehemaliges Bauernhaus | Zweigeschossiger giebelständiger Flachsatteldachbau, Wohnteil mit Blockbauobergeschoss, Laube und Giebellaube, um 1750, Dach 1960 oder 1961 erneuert | D-1-87-114-83 Wikidata | weitere Bilder |

### Innerwald
| Lage                           | Objekt     | Beschreibung | Akten-Nr.              | Bild           |
| ------------------------------ | ---------- | --- | ---------------------- | -------------- |
| Brandlbergstraße 14 (Standort) | Bauernhaus | Zweigeschossiger Flachsatteldachbau, Wohnteil verputzt mit Hochlaube gemalte Fensterverzierungen, um 1800                                     | D-1-87-114-85 Wikidata | weitere Bilder |
| Mühlhörndlweg 5 (Standort)     | Bauernhaus | Zweigeschossiger Flachsatteldachbau, Wohnteil Blockbau-Obergeschoss mit Laube und Hochlaube, Tennenauffahrt, bezeichnet mit „1778“ und „1978“ | D-1-87-114-84 Wikidata | weitere Bilder |

### Kohlstatt
| Lage                       | Objekt                | Beschreibung                                                                                     | Akten-Nr.              | Bild |
| -------------------------- | --------------------- | ------------------------------------------------------------------------------------------------ | ---------------------- | ---- |
| Kohlstattweg 22 (Standort) | Ehemaliges Bauernhaus | Wohnteil mit Giebellaube und Blockbau-Kniestock, Ökonomieteil, Firstpfette bezeichnet mit „1808“ | D-1-87-114-86 Wikidata | BW   |

### Lehmbichl
| Lage                        | Objekt                | Beschreibung | Akten-Nr.             | Bild                  |
| --------------------------- | --------------------- | --- | --------------------- | --------------------- |
| Hochriesstraße 2 (Standort) | Ehemaliges Bauernhaus | Einfirsthof, zweigeschossiger Putzbau mit Flachsatteldach und Blockbau-Kniestock, bezeichnet mit 1836, Balkon und Umbau zum Wohnhaus wohl frühes 20. Jahrhundert | D-1-87-114-3 Wikidata | Ehemaliges Bauernhaus |

### Mitterleiten
| Lage                      | Objekt         | Beschreibung                                                                                               | Akten-Nr.              | Bild           |
| ------------------------- | -------------- | --- | ---------------------- | -------------- |
| Mitterleiten 1 (Standort) | Zuhaus         | Zweigeschossiger Flachsatteldachbau mit Blockbaukniestock, ehemals zu Nr. 2 gehörig, bezeichnet mit „1883“ | D-1-87-114-87 Wikidata | weitere Bilder |
| Mitterleiten 2 (Standort) | Bergbauernhaus | Zweigeschossiger Flachsatteldachbau mit Blockbau-Obergeschoss, Laube und Hochlaube, 1663                   | D-1-87-114-88 Wikidata | weitere Bilder |
| Mitterleiten 3 (Standort) | Bergbauernhaus | Zweigeschossiger Flachsatteldachbau, Wohnteil mit Laube und Hochlaube, bezeichnet mit „1822“               | D-1-87-114-89 Wikidata | weitere Bilder |
| Mitterleiten 4 (Standort) | Bergbauernhaus | Zweigeschossiger Flachsatteldachbau mit Blockbau-Obergeschoss, Laube und Hochlaube, bezeichnet mit „1746“  | D-1-87-114-90 Wikidata | weitere Bilder |

### Pölching
| Lage                  | Objekt       | Beschreibung | Akten-Nr.              | Bild           |
| --------------------- | ------------ | --- | ---------------------- | -------------- |
| Pölching 1 (Standort) | Bauernhaus   | Wohnteil mit Hochlaube, erste Hälfte 19. Jahrhundert Stadel, freistehend, mit eingebautem Getreidekasten, Blockbau, 18. Jahrhundert | D-1-87-114-91 Wikidata | weitere Bilder |
| Pölching 3 (Standort) | Nebengebäude | Zweigeschossiger Flachsatteldachbau mit Blockbau-Obergeschoss, bezeichnet mit „1752“; ehemals zu Haus Nr. 2 gehörig                 | D-1-87-114-92 Wikidata | weitere Bilder |

### Reichenau
| Lage                                             | Objekt                                | Beschreibung                     | Akten-Nr.              | Bild                                  |
| ------------------------------------------------ | ------------------------------------- | -------------------------------- | ---------------------- | ------------------------------------- |
| Reichenau 3, westlich des Hofes Nr. 3 (Standort) | Grenzstein an der Grenze Bayern-Tirol | Rotmarmor, bezeichnet mit „1679“ | D-1-87-114-93 Wikidata | Grenzstein an der Grenze Bayern-Tirol |

### Sachrang
| Lage                                  | Objekt                              | Beschreibung | Akten-Nr.               | Bild                        |
| ------------------------------------- | ----------------------------------- | --- | ----------------------- | --------------------------- |
| Dorfstraße 5 (Standort)               | Bauernhaus                          | Zweigeschossiger Flachsatteldachbau, Wohnteil mit gemaltem Fries und Hochlaube, bezeichnet mit „1831“ | D-1-87-114-95 Wikidata  | weitere Bilder              |
| Dorfstraße 7; Dorfstraße 9 (Standort) | Gasthaus                            | Zweigeschossige Einfirstanlage mit Flachsatteldach, bezeichnet mit „1845“ | D-1-87-114-96 Wikidata  | weitere Bilder              |
| Dorfstraße 11 (Standort)              | Ehemaliges Bauernhaus               | Zweigeschossiger Einfirsthof, Wohnteil mit Hochlaube und Balkon, 1821 | D-1-87-114-98 Wikidata  | weitere Bilder              |
| Dorfstraße 12 (Standort)              | Wohnhaus                            | zweigeschossiger Satteldachbau mit Mezzanin, Putzgliederung und giebelseitigen Balkonen, 1904. | D-1-87-114-160          | weitere Bilder              |
| Dorfstraße 14 (Standort)              | Wohnteil eines Bauernhauses         | Zweigeschossiger Flachsatteldachbau mit Blockbau-Obergeschoss mit Laube und Hochlaube, bezeichnet mit „1760“ | D-1-87-114-99 Wikidata  | Wohnteil eines Bauernhauses |
| Kirchstraße 10 (Standort)             | Bauernhaus                          | Einfirsthof, zweigeschossiger Flachsatteldachbau mit Okuli-Kniestock, Putzgliederung und Giebellaube, bezeichnet mit „1847“ | D-1-87-114-101 Wikidata | weitere Bilder              |
| Kirchstraße 11 (Standort)             | Wohnhaus                            | ehem. Zuhaus des Mesneranwesens, schmaler zweigeschossiger Satteldachbau mit Putzgliederung, 1905, im Kern älter. | D-1-87-114-165          | weitere Bilder              |
| Kirchstraße 12 (Standort)             | Bauernhaus                          | Zweigeschossige Einfirstanlage mit Flachsatteldach, Wohnteil mit Putzgliederungen und Giebellaube, bezeichnet mit „1844“ | D-1-87-114-103 Wikidata | weitere Bilder              |
| Kirchstraße 14 (Standort)             | Katholische Pfarrkirche St. Michael | Barocke Hallenkirche mit Kreuzgratgewölbe, von Wolfgang Steidlmüller im Auftrag von Johann Franz von Preysing-Hohenaschau unter Planungsbeteiligung von Johann Caspar Zuccalli, 1687/88; mit Ausstattung Friedhofskapelle, Ende 17. Jahrhundert; mit Ausstattung Kapelle mit Lourdesgrotte, um 1890 Friedhof mit Ummauerung des 17. Jahrhunderts und schmiedeeisernen Grabkreuzen des 18. und 19. Jahrhunderts | D-1-87-114-104 Wikidata | weitere Bilder              |
| Kirchstraße 15 (Standort)             | Bauernhaus                          | Zweigeschossiger Einfirsthof mit Flachsatteldach und Blockbau-Obergeschoss mit Laube und Hochlaube, bezeichnet mit „1750“ | D-1-87-114-105 Wikidata | weitere Bilder              |
| Kirchstraße 16 (Standort)             | Bauernhaus                          | Zweigeschossiger giebelständiger Hakenhof mit Flachsatteldach und Blockbau-Obergeschoss, verputzt, Hochlaube, um Mitte 18. Jahrhundert Hakenförmig angeschlossener Stadel, bezeichnet an der Firstpfette mit „1746“ | D-1-87-114-106 Wikidata | weitere Bilder              |
| Kirchstraße 18 (Standort)             | Bauernhaus                          | Zweigeschossiger giebelständiger Flachsatteldachbau mit Blockbau-Obergeschoss, Laube und Hochlaube, Reste von Wandbildern, Neubau 1880, Firstpfette bezeichnet mit „1709“ | D-1-87-114-107 Wikidata | weitere Bilder              |

### Schlechtenberg
| Lage                         | Objekt                               | Beschreibung                                                 | Akten-Nr.               | Bild           |
| ---------------------------- | ------------------------------------ | ------------------------------------------------------------ | ----------------------- | -------------- |
| Schlechtenberg 11 (Standort) | Wohnteil des ehemaligen Bauernhauses | Mit zwei Giebellauben, am First bezeichnet mit „1792“        | D-1-87-114-108 Wikidata | weitere Bilder |
| Schlechtenberg 13 (Standort) | Zuhaus                               | Zweigeschossiger Putzbau mit Hochlaube, Ende 18. Jahrhundert | D-1-87-114-109 Wikidata | weitere Bilder |
| Schlechtenberg 15 (Standort) | Ehemaliges Bauernhaus                | Wohnteil mit Hochlaube, erstes Drittel 19. Jahrhundert       | D-1-87-114-110 Wikidata | BW             |

### Schwarzenstein
| Lage                         | Objekt                | Beschreibung | Akten-Nr.               | Bild           |
| ---------------------------- | --------------------- | --- | ----------------------- | -------------- |
| Schwarzenstein 2 (Standort)  | Kleinbauernhaus       | Zweigeschossiger Flachsatteldachbau, Wohnteil mit Hochlaube, Haustür geschnitzt, Unterzugsbalken in der Stube bezeichnet mit „1835“    | D-1-87-114-111 Wikidata | weitere Bilder |
| Schwarzenstein 19 (Standort) | Ehemaliges Bauernhaus | Zweigeschossiger Flachsatteldachbau, Wohnteil mit bemalter Laube und Hochlaube, bemalte Pfettenkopfverzierungen, bezeichnet mit „1827“ | D-1-87-114-112 Wikidata | weitere Bilder |

### Spöck
| Lage                   | Objekt                                    | Beschreibung                                                                                                 | Akten-Nr.               | Bild                                      |
| ---------------------- | ----------------------------------------- | --- | ----------------------- | ----------------------------------------- |
| Lochbreiten (Standort) | Brechhütte                                | Gemauert aus Bruchsteinmauerwerk, zum Teil verputzt, mit Toreinfahrt, 18./19. Jahrhundert; südlich des Ortes | D-1-87-114-113 Wikidata | BW                                        |
| Spöck 13 (Standort)    | Bauernhaus mit Wohnteil, Stall und Stadel | Zweigeschossig, Wohnteil mit Putzgliederungen und Balusterhochlaube, um Mitte 19. Jahrhundert                | D-1-87-114-114 Wikidata | Bauernhaus mit Wohnteil, Stall und Stadel |

### Stein
| Lage                | Objekt            | Beschreibung | Akten-Nr.               | Bild           |
| ------------------- | ----------------- | --- | ----------------------- | -------------- |
| Stein 2 (Standort)  | Kleinstbauernhaus | Zweigeschossiger Flachsatteldachbau mit zum Teil verputztem Blockbau-Obergeschoss und Hochlaube, 1869 | D-1-87-114-115 Wikidata | weitere Bilder |
| Stein 23 (Standort) | Schulhaus         | Dreigeschossiger verputzter Satteldachbau mit Erker und Erdgeschossarkaden sowie angebauter Katholischer Kapelle St. Antonius von Padua, im barockisierenden Heimatstil, von Franz Zell, bezeichnet mit „1908“; mit Ausstattung | D-1-87-114-116 Wikidata | weitere Bilder |

### Wald
| Lage              | Objekt     | Beschreibung | Akten-Nr.               | Bild           |
| ----------------- | ---------- | --- | ----------------------- | -------------- |
| Wald 1 (Standort) | Bauernhaus | Wohnteil mit Putzgliederungen und Hochlaube, Ökonomieteil mit holzverkleideter Heulege, bezeichnet an der Firstpfette mit „1854“ | D-1-87-114-117 Wikidata | weitere Bilder |

## Almen und Schutzhütten

### Abergalm
| Lage                                            | Objekt   | Beschreibung | Akten-Nr.               | Bild |
| ----------------------------------------------- | -------- | --- | ----------------------- | ---- |
| Bergseite West 24; Bergseite West 23 (Standort) | Abergalm | Eingeschossiger Satteldachbau in Blockbauweise, wohl um 1750, Erneuerung und Aufstockung des Dachs bezeichnet mit „1929“ Eineinhalbgeschossiger Satteldachbau in Blockbauweise, teils über massivem Sockel, bezeichnet mit „1802“ | D-1-87-114-123 Wikidata | BW   |

### Baumgartenalm
| Lage                                            | Objekt        | Beschreibung | Akten-Nr.               | Bild |
| ----------------------------------------------- | ------------- | --- | ----------------------- | ---- |
| Bergseite West 31; Bergseite West 30 (Standort) | Baumgartenalm | Eingeschossiger, verputzter Satteldachbau mit barocker Tür, bezeichnet mit 1768, Erneuerung des Dachs bezeichnet mit „1940“ Wohnteil einer Almhütte, eingeschossiger Flachsatteldachbau in Blockbauweise auf Bruchsteinsockel, mit Zierschrot, um 1800 | D-1-87-114-124 Wikidata | BW   |

### Ellandalm
| Lage                                            | Objekt    | Beschreibung | Akten-Nr.               | Bild |
| ----------------------------------------------- | --------- | --- | ----------------------- | ---- |
| Bergseite West 27; Bergseite West 29 (Standort) | Ellandalm | Eingeschossiger Flachsatteldachbau mit teils verputztem Bruchsteinmauerwerk, um 1800 Eingeschossiger, verputzter Massivbau mit Flachsatteldach, Blockbau-Giebel und einfacher Putzgliederung, im Kern wohl um 1800, Umbauten wohl im letzten Viertel 19. Jahrhundert | D-1-87-114-125 Wikidata | BW   |

### Feichtenalm
| Lage                        | Objekt      | Beschreibung                                                                                 | Akten-Nr.               | Bild |
| --------------------------- | ----------- | -------------------------------------------------------------------------------------------- | ----------------------- | ---- |
| Bergseite West 5 (Standort) | Feichtenalm | Eingeschossiger Frackdachbau mit teils verputztem Bruchsteinmauerwerk, bezeichnet mit „1812“ | D-1-87-114-129 Wikidata | BW   |

### Gedereralm
| Lage                                    | Objekt     | Beschreibung | Akten-Nr.               | Bild |
| --------------------------------------- | ---------- | --- | ----------------------- | ---- |
| Bergseite Ost 12; Gedereralm (Standort) | Gedereralm | Eingeschossiger Satteldachbau mit getünchtem Bruchsteinmauerwerk, Blockbau-Kniestock und verschaltem Giebelspitz, 1810 | D-1-87-114-121 Wikidata | BW   |

### Grenzhuberalm (verfallen)
| Lage                        | Objekt | Beschreibung | Akten-Nr.               | Bild   |
| --------------------------- | ------ | --- | ----------------------- | ------ |
| Bergseite Ost 16 (Standort) | Talalm | Eingeschossiger, verputzter Massivbau mit Flachsatteldach, Giebel und Kniestock in Blockbauweise, bezeichnet mit „1842“ | D-1-87-114-136 Wikidata | Talalm |

### Grubalm (verfallen)
| Lage                                          | Objekt         | Beschreibung | Akten-Nr.               | Bild |
| --------------------------------------------- | -------------- | --- | ----------------------- | ---- |
| Bergseite West 5; Bergseite West 6 (Standort) | Laubensteinalm | Eingeschossiger Flachsatteldachbau in Blockbauweise, bezeichnet mit „1781“ Eingeschossiger Flachsatteldachbau mit Bruchsteinmauerwerk, 1668, Dach erneuert | D-1-87-114-126 Wikidata | BW   |

### Oberkaseralm
| Lage                                            | Objekt       | Beschreibung | Akten-Nr.               | Bild |
| ----------------------------------------------- | ------------ | --- | ----------------------- | ---- |
| Bergseite Ost 11; Bergseite Ost 11 a (Standort) | Oberkaseralm | Nördliche Almhütte, eingeschossiger, verputzter Massivbau mit Flachsatteldach und verschaltem Giebel, 1792, verlängert 1925, um 1982 erneuert Südliche Almhütte, eingeschossiger, verputzter Massivbau mit Flachsatteldach, verschaltem Giebel und Kniestock sowie nördlich abgeschlepptem Anbau, bezeichnet mit „1850“ | D-1-87-114-131 Wikidata | BW   |

### Oberwiesenalm
| Lage                                            | Objekt        | Beschreibung | Akten-Nr.               | Bild |
| ----------------------------------------------- | ------------- | --- | ----------------------- | ---- |
| Bergseite West 17; Bergseite West 18 (Standort) | Oberwiesenalm | Eingeschossiger Flachsatteldachbau mit unverputztem Bruchsteinmauerwerk und südlich abgeschlepptem Anbau, bezeichnet mit „1848“ Eingeschossiger Flachsatteldachbau mit teils verputztem Bruchsteinmauerwerk und westlich abgeschlepptem Anbau, wohl erste Hälfte 19. Jahrhundert Eingeschossiger, verputzter Massivbau mit Flachsatteldach, im Kern wohl erste Hälfte 19. Jahrhundert, stark erneuert und erweitert | D-1-87-114-127 Wikidata | BW   |

### Riesenalm
| Lage                                            | Objekt    | Beschreibung | Akten-Nr.               | Bild      |
| ----------------------------------------------- | --------- | --- | ----------------------- | --------- |
| Bergseite West 10; Bergseite West 13 (Standort) | Riesenalm | Eingeschossige Flachsatteldachbauten mit verputztem Bruchsteinmauerwerk; Almhütte, bezeichnet mit „1842“ Almhütte mit südlich abgeschlepptem Anbau, bezeichnet mit „1841“ Almhütte, wohl von 1786, Erneuerung des Dachs bezeichnet mit „1990“ Almhütte, wohl von 1748, Dach erneuert | D-1-87-114-128 Wikidata | Riesenalm |

### Roßalm
| Lage              | Objekt | Beschreibung | Akten-Nr.               | Bild |
| ----------------- | ------ | --- | ----------------------- | ---- |
| Roßalm (Standort) | Roßalm | Eingeschossiger Frackdachbau mit Bruchsteinmauerwerk und hölzernem Anbau, 1. Hälfte 19. Jahrhundert; höchstgelegene Alm Bayerns, in 1680 m Höhe | D-1-87-114-132 Wikidata | BW   |

### Schachenalm
| Lage                                     | Objekt      | Beschreibung | Akten-Nr.               | Bild |
| ---------------------------------------- | ----------- | --- | ----------------------- | ---- |
| Schachenalm; Bergseite Ost 18 (Standort) | Schachenalm | Almhütte, eingeschossiger, verputzter Massivbau mit Flachsatteldach, verschalten Giebeln und Balusterlaube, bezeichnet mit „1751“ Zugehöriges Backhaus, kleiner Massivbau mit Flachsatteldach, wohl zweite Hälfte 19. Jahrhundert, Giebelverschalung erneuert | D-1-87-114-133 Wikidata | BW   |

### Schlechtenbergalm
| Lage                                          | Objekt            | Beschreibung | Akten-Nr.               | Bild |
| --------------------------------------------- | ----------------- | --- | ----------------------- | ---- |
| Bergseite Ost 16; Bergseite Ost 17 (Standort) | Schlechtenbergalm | Eingeschossiger, verputzter Massivbau mit Flachsatteldach, bezeichnet mit „1785“, Wirtschaftsteil erneuert und erweitert. | D-1-87-114-122 Wikidata | BW   |

### Schreckalm
| Lage                                          | Objekt     | Beschreibung | Akten-Nr.               | Bild       |
| --------------------------------------------- | ---------- | --- | ----------------------- | ---------- |
| Bergseite Ost 14; Bergseite Ost 13 (Standort) | Schreckalm | Eingeschossiger Massivbau aus teils verputztem Bruchsteinmauerwerk mit Frackdach, Giebel, Kniestock und abgeschleppter Anbau in Blockbauweise, bezeichnet mit „1716“ Eingeschossiger Blockbau über Bruchsteinsockel mit weit überstehendem Satteldach, bezeichnet mit „1802“ | D-1-87-114-134 Wikidata | Schreckalm |

### Steinbergalm
| Lage                                                                    | Objekt     | Beschreibung                                       | Akten-Nr.               | Bild |
| ----------------------------------------------------------------------- | ---------- | -------------------------------------------------- | ----------------------- | ---- |
| Bergseite Ost 25, am Südhang der Kampenwand, ca. 1200 m Höhe (Standort) | Lenznkaser | Mauerbau mit Blockbaugiebel, bezeichnet mit „1812“ | D-1-87-114-137 Wikidata | BW   |

### Steinlingalm
| Lage                    | Objekt       | Beschreibung | Akten-Nr.               | Bild           |
| ----------------------- | ------------ | --- | ----------------------- | -------------- |
| Steinlingalm (Standort) | Steinlingalm | Eingeschossiger Satteldachbau mit unverputztem Bruchsteinmauerwerk und verschaltem Giebel Eingeschossiger Massivbau mit Satteldach und verschaltem Giebel, stark erneuert; wohl Ende 18. Jahrhundert | D-1-87-114-120 Wikidata | weitere Bilder |

### Sulzingalm
| Lage                        | Objekt     | Beschreibung | Akten-Nr.               | Bild       |
| --------------------------- | ---------- | --- | ----------------------- | ---------- |
| Bergseite Ost 10 (Standort) | Sulzingalm | Eingeschossiger, verputzter Massivbau mit Satteldach, Blockbau-Kniestock und östlich abgeschlepptem Anbau, bezeichnet mit 1819, Verschalung und Windfang modern | D-1-87-114-135 Wikidata | Sulzingalm |

## Ehemalige Baudenkmäler
In diesem Abschnitt sind Objekte aufgeführt, die früher einmal in der Denkmalliste eingetragen waren, jetzt aber nicht mehr. Objekte, die in anderem Zusammenhang – also z. B. als Teil eines Baudenkmals – weiter eingetragen sind, sollen hier nicht aufgeführt werden. Aktennummern in diesem Abschnitt sind ehemalige, jetzt nicht mehr gültige Aktennummern.

| Lage                             | Objekt                      | Beschreibung | Akten-Nr.               | Bild |
| -------------------------------- | --------------------------- | --- | ----------------------- | ---- |
| Aschau Kirchplatz 1 (Standort)   | Poststadel                  | Langgestreckter Putzbau mit Schopfwalmdach, erste Hälfte 19. Jahrhundert; zu Nr. 1 gehörig.                                                                                           | D-1-87-114-6 Wikidata   | BW   |
| Aschach Aschach 3 (Standort)     | Zuhaus                      | Mit Hochlaube und Balkon, 1813 | D-1-87-114-20 Wikidata  | BW   |
| Obermoosalm (Standort)           | Alm, sogenannte Obermoosalm | Eingeschossiger Flachsatteldachbau mit unverputztem Bruchsteinmauerwerk, der ehemalige Stallteil in Rundholzblockbauweise, im Kern wohl zweite Hälfte 19. Jahrhundert, stark erneuert | D-1-87-114-130 Wikidata | BW   |
| Reichenau Reichenau 3 (Standort) | Bergbauernhof               | Zweigeschossiger Flachsatteldachbau mit Blockbaukniestock und Hochlaube, quer angeschlossener Ökonomieteil, bezeichnet mit 1825                                                       | D-1-87-114-94 Wikidata  | BW   |